# Sapintus hispidulus
Sapintus hispidulus es una especie de coleóptero de la familia Anthicidae.

## Distribución geográfica
Habita en América.